# Ewert Amnefors
Ewert Amnefors, folkbokförd Karl Evert Emanuel Amnefors, född 19 juli 1913 i Sorunda församling, Södermanland, död 22 augusti 1994 i Värnamo församling, Jönköpings län, var en svensk pastor, tidningsskribent, poet och psalmförfattare. 
Han utbildade sig inom Svenska Missionsförbundet, där han genomgick evangelistkurser 1935 och 1936 samt Teologiska Seminariet 1938–1942. Han verkade som pastor inom Svenska Missionsförbundet i Undenäs 1942–1945, i Älvsjö 1945–1950, i Oskarshamn 1950–1955, i Gävle 1955–1963 och i Värnamo från 1963.
Han var ledamot av SMF:s styrelse från 1961, SMU:s styrelse 1961–1964, styrelsen för Pastorsförbundet i Jönköpings läns och Hallands distrikt från 1964.
Amnefors var son till lantbrukare Karl August Andersson och Anna Lovisa, ogift Johansson. Han var 1942–1993 gift med Anna-Lisa Lundstedt (1918–2000). Ewert Amnefors är begravd på Värnamo Norra kyrkogård.

## Psalmer
- Gud som vård om sparven tar, publicerad i Herren Lever 1977 som nr 903 (1958)
- Så vid som havets vida famn, publicerad i Herren Lever 1977 som nr 899 (1965)